# Danh sách 10 quốc gia có sản lượng vàng cao nhất năm 2011
Từ xa xưa vàng đã được xem là một kim loại quý giá, và ngày nay vị trí của nó không thay đổi trong suy nghĩ của nhân loại. Danh sách 10 quốc gia có sản lượng vàng cao nhất 2011, là một bảng thống kê bao gồm 10 quốc gia có sản lượng vàng đứng đầu thế giới, trong đó đứng đầu bảng xếp hạng là Trung Quốc và cuối bảng là Uzbekistan, sản lượng chênh lệch giữa quốc gia đứng đầu và đứng cuối là 225 tấn vàng.
Nhằm đáp ứng nhu cầu mạnh mẽ của thế giới đối với vàng, các quốc gia sản xuất kim loại này đã đẩy mạnh khai thác trong năm 2011, nâng tổng sản lượng vàng toàn cầu lên 2.700 tấn, tăng 5,5% so với năm 2010. Đây là số liệu trong một báo cáo về khoáng sản do Cục Khảo sát Địa chất Hoa Kỳ (USGS) công bố mới đây.
Nguồn cung vàng của thế giới không phải là vô hạn. Vàng có mặt trên mọi lục địa, trừ Nam Cực, nhưng cho đến nay, thế giới mới chỉ khai thác được khoảng 170.000 tấn vàng.
Thực tế là, chỉ còn có khoảng 100.000 tấn vàng nữa trong trữ lượng vàng đã được phát hiện của thế giới có thể được khai thác có hiệu quả về mặt kinh tế trong tương lai. Thêm vào đó, sản lượng vàng toàn cầu mỗi năm hiện vào khoảng 2.500 tấn. Như vậy, trữ lượng vàng của thế giới có thể sẽ cạn kiệt trong vòng 4 thập niên tới đây.
Với các dữ liệu từ USGS, trang China.org.cn đưa ra danh sách 10 nước sản xuất nhiều vàng nhất thế giới năm 2011.
| STT tiêu đề | Quốc gia   | Sản lượng vàng 2010 (tấn) | Sản lượng vàng 2011 (tấn) |
| ----------- | ---------- | ------------------------- | ------------------------- |
| 1           | Trung Quốc | 345                       | 355                       |
| 2           | Australia  | 261                       | 270                       |
| 3           | Hoa Kỳ     | 231                       | 237                       |
| 4           | Nga        | 192                       | 200                       |
| 5           | Nam Phi    | 189                       | 190                       |
| 6           | Peru       | 164                       | 150                       |
| 7           | Canada     | 91                        | 110                       |
| 8           | Ghana      | 82                        | 100                       |
| 9           | Indonesia  | 120                       | 100                       |
| 10          | Uzbekistan | 90                        | 90                        |

## Trích nguồn
- Báo cáo về khoáng sản do Cơ quan Điều tra địa chất Mỹ (USGS) công bố 2011
- http://hcm.24h.com.vn/tai-chinh-bat-dong-san/10-nuoc-san-xuat-nhieu-vang-nhat-the-gioi-c161a438747.html
- china.org.cn